# Jason Fuchs
Jason Fuchs est un acteur et scénariste américain, né le 5 mars 1986 à New York.

## Filmographie

### Acteur

#### Cinéma
- 1996 : Flipper : Marvin
- 1998 : Louis and Frank : Louis Jr.
- 1998 : Le Prince de Sicile : Vincenzo Cortino jeune
- 2002 : Spooky House : Yuri
- 2003 : The Hebrew Hammer : l'adolescent hassidique
- 2004 : Winter Solstice : Bob
- 2010 : Jewish Connection : Leon Zimmerman
- 2016 : La La Land : Carlo
- 2017 : Look Away : Murray jeune

#### Télévision
- 1998 : Cosby : David (1 épisode)
- 2000 : Les Soprano : Jr. Sontag (1 épisode)
- 2000 : The Beat : Joshua Meyerwitz (1 épisode)
- 2002 : New York, section criminelle : Ricky Feldman (saison 1, épisode 12)
- 2002 : New York, unité spéciale : Nick Radsen (saison 3, épisode 16)
- 2003 : Ed : Wesley Stout (1 épisode)
- 2003 : Fillmore ! : Johnny Nevada (1 épisode)
- 2005 : La Force du destin : Ryan jeune (2 épisodes)
- 2010 : The Good Wife : Paul Dylan (1 épisode)
- 2011 : Pan Am  Stuey (1 épisode)

#### Jeu vidéo
- 2004 : Red Dead Revolver : Billy Cougar, Jody et Red jeune
- 2006 : Bully : Bo
- 2008 : Grand Theft Auto IV : la couronne de Liberty City

### Scénariste
- 2006 : Pitch
- 2012 : Le Rêve du chanteur masqué
- 2012 : L'Âge de glace 4 : La Dérive des continents
- 2013 : Big Thunder
- 2015 : Pan
- 2018 : I Still See You
- 2024 : Argylle de Matthew Vaughn
- 2025 : Minecraft, le film
- 2025 : Ça : Bienvenue à Derry (It: Welcome to Derry) (série TV)